# Cause for Conflict
Cause for Conflict — сьомий студійний альбом німецької треш-метал групи Kreator, випущений у серпні 1995 року. Запис продовжив експерименти з індастріалом, які вони розпочали на попередньому альбомі Renewal, але повернув їх до більш «трешового» звучання. Це був також єдиний альбом Kreator, на якому Джо Канджелосі замінив оригінального барабанщика Юргена «Вентора» Рейла, який повернеться до гурту в 1996 році, а також першим, на якому брав участь басист Крістіан Гіслер, і останнім, у якому брав участь гітарист Франк". Блекфайр" Годзик.

## Перевидання
У березні 2018 року німецький лейбл Noise випустив оновлене видання альбому і зробив його доступним на компакт дисках і вінілі, а також для цифрового завантаження. Реліз містить три бонус-треки та нотатки.

## Трек-лист
Автор слів Мілле Петроцца, автор музики Kreator. 
| #   | Назва | Тривалість |
| --- | --- | ---------- |
| 1.  | «Prevail» | 3:59       |
| 2.  | «Catholic Despot» | 3:23       |
| 3.  | «Progressive Proletarians»                                                                                                 | 3:24       |
| 4.  | «Crisis of Disorder» | 4:17       |
| 5.  | «Hate Inside Your Head» | 3:39       |
| 6.  | «Bomb Threat» | 1:47       |
| 7.  | «Men Without God» | 3:46       |
| 8.  | «Lost» | 3:35       |
| 9.  | «Dogmatic Authority» | 1:27       |
| 10. | «Sculpture of Regret» | 2:59       |
| 11. | «Celestial Deliverance» | 3:15       |
| 12. | «Isolation» (The song "Isolation" ends at 4:20. After 4 minutes and 20 seconds of silence begins an untitled hidden song.) | 11:54      |

| 2018 reissue bonus tracks | 2018 reissue bonus tracks | 2018 reissue bonus tracks |
| #                         | Назва                     | Тривалість                |
| ------------------------- | ------------------------- | ------------------------- |
| 13.                       | «Suicide in Swamps»       | 5:11                      |
| 14.                       | «Limits of Liberty»       | 1:40                      |
| 15.                       | «State Oppression»        | 1:39                      |

## Персонал
Kreator
- Мілле Петроцца — вокал, ритм-гітара
- Френк «Blackfire» Годзик — соло-гітара
- Крістіан Гіслер — бас-гітара
- Джо Канджелосі — ударні

Технічний персонал
- Kreator — продюсування
- Вінсент Войно — продюсування, зведення
- Дуг Трантоу — помічник звукоінженера
- Марк Юлайн — асистент студії
- Стів Уорнер — помічник студії
- Дірк Рудольф — дизайн, фото
- Junior — ілюстрації

2018 переоформлення технічного персоналу
- Стів Хаммондс — збірка
- Томас Еверхард — дизайн
- Ян Майнінгхаус — дизайн
- Alex Solca — додаткові фото
- Барбара Стіллер — додаткові фото
- Енді Пірс — мастеринг
- Метт Вортем — мастеринг
- Малком Дом — ноти